# Hexaborure d'erbium
L'hexaborure d'erbium (ErB6) est un composé inorganique, l'un des borures du lanthanide erbium.
C'est un composé fondamental de la réaction entre le bore et l'erbium. Il est isostructurel avec tous les autres hexaborures de terre rare rapportés, comme l'hexaborure de lanthane, l'hexaborure de samarium ou l'hexaborure de cérium, elle-même similaire à celle de l'hexaborure de calcium. Du fait de cette structure identique et de la forte interaction de l'octaèdre de bore avec le cristal, ces matériaux possèdent des paramètres de maille très proches, ce qui permettrait théoriquement de facilement doper ces composés en remplaçant une terre rare par une autre,. Jusqu'à une date récente, il avait été fait l'hypothèse que l'hexaborure d'erbium serait instable, du fait de la petite taille du cation Er3+ comparée aux rayons ioniques des autres terres rares. Il a cependant été démontré que de nouvelles méthodes de synthèse à l'échelle nanométrique permettaient de produire des nanofils d'hexaborure d'erbium stables, de haute qualité. Ces fils, produits par dépôt chimique en phase vapeur (CVD) ont un paramètre de maille de 4,1 Å.